# Bur-Sin
Bur-Sin, hijo de Ur-Ninurta, fue el séptimo rey de la I dinastía de Isin, ciudad-Estado sumeria. Reinó durante veintiún años, entre 1895 y 1874  a.  C. (cronología media) o entre 1831 y 1811  a.  C. (cronología corta) Precedido en el trono por su padre, le sucedió su hijo Lipit-Enlil. Llevó el título de Rey de Sumer y Akkad.
Logró conquistar Ur, entonces en poder de Larsa, aunque sólo logró retenerla durante tres meses. Bur-Sin quiso hacer de Isin potencia hegemónica de la Baja Mesopotamia, aunque ese honor, ostentado por Isin durante unas décadas, giraba ya en torno a Larsa.
| Predecesor: Ur-Ninurta | Rey de Isin Dinastía del País del Mar 1895 - 1874 a. C. | Sucesor: Lipit-Enlil |